# Konstantin Korovin
Konstantin Alexandrovitj Korovin, född 6 december 1861 i Moskva, död 11 september 1939 i Paris, var en rysk målare.
Konstantin Korovin utbildade sig först i Moskva för bland andra Vasilij Polenov, därefter i Paris, där han studerade en franska impressionismen och utbildade en stil, påverkad av denna. Efter återkomsten till Ryssland togs han i anspråk för en serie monumentaluppdrag, bland annat utförde han en följd målningar i järnvägspaviljongen på den allryska utställningen i Novgorod 1896 och en monumentalmålning för ryska paviljongen på världsutställningen i Paris 1900. I samband med dessa uppdrag kom han att alltmer intressera sig för teaterdekoration, och 1900 knöts han som chefdekoratör till den kejserliga teatern i Moskva. 1924 bosatte han sig i Paris, där han verkade som teaterdekoratör. Korovin har kallats den förste ryske impressionisten på grund av sin tekniska släktskap med den franska rörelsen. Hans stil syftade dock mer till dekorativ verkan än till illusion av ögonblicksbild, och i samband med att han inriktades på rent dekorativa uppgifter, kom han att studera rysk allmogekonst och använda impulser från denna. Hans betydelse för rysk teaterkonst före bolsjevikrevolutionen var stor. Korovin är representerad på Malmö museum.